# Ануфриевка (Ростовская область)
Ануфриевка — хутор в Миллеровском районе Ростовской области России. Входит в состав Сулинского сельского поселения.

## География
Располагается на северо-западе региона, по берегу реки Рогалик (правый приток реки Полной, бассейн Дона).

### Улицы
- ул. Калинина,
- пер. Майский.

## Население
| 2010 |
| ---- |
| 153  |

## Инфраструктура
Основа экономики — сельское хозяйство. Личное подсобное хозяйство, домовладения.
Памятник «Погибшим воинам Великой Отечественной войны».
Ведутся работы по проектированию межпоселкового газопровода высокого давления от газораспределительной станции ш. Миллерово к х. Ануфриевка

## Транспорт
Просёлочная дорога.